# Попов, Никифор Герасимович
Никифо́р Гера́симович Попо́в (20 мая [2 июня] 1911, Хабаровск, Приморская область — 19 июня 1983, Москва) — советский легкоатлет, участник Олимпиады 1952 года. Заслуженный мастер спорта СССР (1950). Заслуженный тренер РСФСР (1971).

## Биография
В РККА с 1935 года. Участник Великой Отечественной войны. Капитан третьего ранга.
После войны переехал из Хабаровска в Москву.
На чемпионатах СССР не побеждал ни разу, в 1947 и 1948 годах на дистанциях 5000 и 10 000 метров был вторым, в 1949 становился вторым и третьим, в 1951 на 10 000 стал третьим, а в 1952 на 5000 третьим.
Рекордсмен СССР на дистанции 5000 метров (первый мемориал Знаменских, 2 июля 1949 года).
На Олимпиаде в Хельсинки в 1952 году, которая стала для СССР первой в истории, выступал в беге на 5000 и 10 000 метров. В предварительном забеге на 5000 метров занял шестое место, не позволившее ему выйти в финал, а в финале бега на 10 000 метров стал одиннадцатым.
Стал самым возрастным участником Олимпиады в легкоатлетической сборной СССР. Во время соревнований ему был 41 год и 51 день.
Победитель международного кросса на призы газеты «Юманите» 1952 года.
Работал тренером в школе В. П. Куца, ЦСКА.

## Награды
- Орден Красного Знамени (30.12.1956)
- Орден Красной Звезды (02.06.1951)
- Орден «Знак Почёта» (16.09.1960) — за успешные выступления в XVII летних и VIII зимних Олимпийских играх 1960 года, а также за выдающиеся спортивные достижения[3]
- Медаль «За победу над Германией в Великой Отечественной войне 1941-1945 гг.»
- Медаль «За боевые заслуги» (30.04.1946)